# Мегестрол
Мегестрол (англ. Megestrol, лат. Megestrolum) — синтетичний лікарський препарат стероїдної будови, який належить до прогестинів, що застосовується перорально. Мегестрол уперше синтезований у Великій Британії у 1958 році, та почав застосовуватися у клінічній практиці з 1963 року у вигляді ацетату як пероральний контрацептив у комбінації з етинілестрадіолом. Пізніше встановлено ефективність мегестролу при раку молочної залози, для лікування якого він застосовується з 1967 року.

## Фармакологічні властивості
Механізм дії препарату пов'язаний з інгібуванням секреції гонадотропінів гіпофізом, пригніченням вироблення наднирковими залозами естрадіолу й андростендіону, а також модифікацією дії стероїдних гормонів і прямою дією на гормонально чутливі клітини злоякісної пухлини разом із гальмуванням вивільнення факторів росту пухлини. 

### Фармакокінетика
Мегестрол швидко і добре всмоктується після перорального застосування, біодоступність препарату становить близько 100 %. Максимальна концентрація препарату в крові досягається протягом 2—3 годин після прийому препарату. Мегестрол проникає через плацентарний бар'єр і в грудне молоко. Препарат метаболізується у печінці. Виводиться мегестрол із організму як із сечею, так і з калом, переважно у вигляді метаболітів. Період напіввиведення препарату становить 2—3 доби.

## Покази до застосування
Мегестрол застосовують для лікування прогесуючого раку молочної залози у жінок в постменопаузальному періоді та при рецидивуючому або метастатичному раку ендометрію. Проте в лікуванні раку молочної залози мегестрол поступається у ефективності інгібіторам ароматази, зокрема ексеместану. Мегестрол також може застосовуватися для лікування раку простати у комбінації з естрогенами, а також для лікування кахексії у хворих на СНІД.

## Побічна дія
При застосуванні мегестролу нечасто можуть спостерігатися наступні побічні ефекти:
- Алергічні реакції та з боку шкірних покривів — шкірний висип, алопеція, кашель.
- З боку травної системи — біль у животі, блювання, нудота, запор, сухість у роті, збільшення у розмірах печінки.
- З боку нервової системи — депресія, запаморочення, безсоння, парестезії, судоми, синдром зап'ястного каналу.
- З боку серцево-судинної системи — артеріальна гіпертензія, кардіоміопатія, тромбоемболія легеневої артерії, біль у грудній клітці, задишка, периферичні набряки.
- З боку ендокринної системи — синдром Іценко-Кушинга, гіперглікемія, збільшення маси тіла.
- З боку статевої системи — кров'янисті вагінальні виділення або маткові кровотечі.

## Протипокази
Мегестрол протипоказаний при підвищеній чутливості до препарату, при вагітності та годуванні грудьми, для діагностики вагітності, особам у віці до 18 років.

## Форми випуску
Мегестрол випускається у вигляді таблеток по 0,04 і 0,16 г.

## Застосування у ветеринарії
Мегестрол застосовується як контрацептивний засіб для хатніх тварин, зокрема у кішок.